# Laura Beth Love
Laura Beth Love (* 17. Mai 1981) ist eine US-amerikanische Kamerafrau, Beleuchterin und Filmschaffende.

## Leben
Love studierte an der University of North Carolina School of the Arts, die sie 2003 verließ. Im selben Jahr nahm sie im Kurzfilm Champagne Society erstmals die Tätigkeit als Kamerafrau auf. Von 2004 bis 2010 arbeitete sie auch in der Beleuchtungstechnik. 2016 übernahm sie bei dem Film Independents – War of the Worlds erstmals die Regie. Sie kann ebenfalls Arbeiten im Filmschnitt vorweisen und übernahm auch Statistenrollen. Ihr Schaffen umfasst vor allem Produktionen von The Asylum.

## Filmografie (Auswahl)

### Kamera
- 2003: Champagne Society (Kurzfilm)
- 2003: Surrendering in a Champion's World (Kurzfilm)
- 2003: Two Soldiers (Kurzfilm)
- 2004: Sexy Seniors (Kurzfilm)
- 2005: Rice Counter, Ice Sleeper (Kurzfilm)
- 2005: Late Night
- 2005: It Can Always Get Worse (Kurzfilm)
- 2005: The Specials (Kurzfilm)
- 2006: Longtime Listener (Kurzfilm)
- 2006: Apology (Kurzfilm)
- 2006: Return of Pink Five (Kurzfilm)
- 2006: Fwiends.com (Kurzfilm)
- 2007: Rich in Spirit
- 2007: Simply Lost (Kurzfilm)
- 2007: Atom Nine Adventures
- 2007: TV Face (Fernsehserie, 34 Episoden)
- 2007: Ein bisschen Angst im Dunkeln (A Little Night Fright, Kurzfilm)
- 2008: Nora’s Hair Salon II
- 2008: Eve (Fernsehserie)
- 2008: The Seekers
- 2008: Sleepwalker (Kurzfilm)
- 2008: Palisades Pool Party (Fernsehfilm)
- 2009: Settle (Kurzfilm)
- 2010: Ark (Fernsehserie, 9 Episoden)
- 2011: Whole Day Down (Fernsehserie, 2 Episoden)
- 2011: Violent Night: The Movie
- 2012: The Real Human Being (Kurzfilm)
- 2012: All About Lizzie (Fernsehserie)
- 2012: Hollywood Burn (Kurzfilm)
- 2012: Bobby (Kurzfilm)
- 2013: A.R.C. Angel: Kalina (Kurzfilm)
- 2013: In the Light of Day (Kurzfilm)
- 2013: The Book of Daniel
- 2014: Jail Bait – Überleben im Frauenknast
- 2014: Alpha House
- 2014: Sex, Gras & Zombies! (The Coed and the Zombie Stoner)
- 2014: Asteroid vs Earth (Fernsehfilm)
- 2014: Prophecy of Eve
- 2014: Life Is a Gift (Kurzfilm)
- 2014: Bachelor Night: Auf nach Vegas! (Bachelor Night)
- 2014: Mother's Cure (Kurzfilm)
- 2014: Queen Gorya (Fernsehserie, Episode 1x01)
- 2014: The Miracle of Tony Davis
- 2014: The Audition (Kurzfilm)
- 2014: Breaking Through (Kurzfilm)
- 2015: Bound – Gefangen im Netz der Begierde (Bound)
- 2015: Wingman Inc.
- 2015: Mega Shark vs. Kolossus
- 2015: Thunderland (Fernsehfilm)
- 2015: Sharknado 3 (Sharknado 3: Oh Hell No!, Fernsehfilm)
- 2016: Little Dead Rotting Hood – Keine Angst vorm bösen Wolf (Little Dead Rotting Hood)
- 2016: Break-Up Nightmare
- 2016: Dead 7
- 2016: Sniper Special Ops
- 2016: The Horde
- 2016: Independents – War of the Worlds (Independents’ Day)
- 2016: Tabloid Vivant
- 2016: Sharknado 4 (Sharknado: The 4th Awakens, Fernsehfilm)
- 2016: Isle of the Dead
- 2016: Bar Tricks
- 2016: Evil Nanny (Fernsehfilm)
- 2016: The Crooked Man (Fernsehfilm)
- 2016: If Looks Could Kill (Fernsehfilm)
- 2017: Geo-Disaster – Du kannst nicht entfliehen! (Geo-Disaster)
- 2018: Angelics: Ascension – Promo (Kurzfilm)
- 2018: Cat's Outta the Bag (Kurzfilm)
- 2018: Bad Tutor (Fernsehfilm)
- 2018: Minutes to Midnight
- 2018: The Strivers (Fernsehfilm)
- 2018: Z Nation (Fernsehserie, Episode 5x11)
- 2019: Five Points (Fernsehserie, 10 Episoden)
- 2021: I Forgive

### Beleuchtung
- 2004: Horror 102: Endgame
- 2005: Headhunter
- 2005: Venice Underground
- 2006: Dead Lenny
- 2007: Chill
- 2007: True Love
- 2008: The Lair (Fernsehserie, 9 Episoden)
- 2009: The Perfect Beat (Kurzfilm)
- 2009: Hollywoodn't (Kurzfilm)
- 2009: Silent Venom
- 2009: Dire Wolf
- 2010: Words Unspoken (Kurzfilm)

### Produktion
- 2005: Rice Counter, Ice Sleeper (Kurzfilm)
- 2009: Settle (Kurzfilm)
- 2011: Violent Night: The Movie
- 2013: A.R.C. Angel: Kalina (Kurzfilm)

### Regie
- 2016: Independents – War of the Worlds (Independents’ Day)

### Filmschnitt
- 2011: Violent Night: The Movie
- 2015: Fifty & Over Club (Kurzfilm)
- 2016: Independents – War of the Worlds (Independents’ Day)
- 2018: The Strivers (Fernsehfilm)